# Карабах (газета, 1919)
«Карабах» (азерб. قاراباغ) — общественно-политическая и литературная газета. Есть сведения только о трёх номерах этой газеты, изданных в 1919 году в Шуше. В газете публиковались материалы на азербайджанском, армянском и русском языках. В 3-м номере, изданном 6 ноября 1919 года (2,5 страниц на азербайджанском, 1,5 — на русском), наряду с культурной и литературной темой были опубликованы материалы, комментирующие международную ситуацию.